# Джоуи Темпест
Джоуи Темпест (на английски: Joey Tempest, произношение на шведски Йоуи Темпест; прякор Юке, на шведски Jocke) е артистичен псевдоним на шведския пианист, китарист, композитор и вокалист Ролф Магнус Юаким Ларшон (на шведски Rolf Magnus Joakim Larsson).

## Биография
Роден е на 19 август 1963 г. в град Стокхолм. Той е фронтмен и вокалист на шведската хардрок група „Юръп“.
На 29 септември 2000 г. сключва брак с Лиса Уъртингтън-Ларшон. На 12 октомври 2007 г. в Лондон им се ражда син Джеймс-Юаким. Семейството на Темпест живее в Лондон.

## Любопитно
Темпест е написал песен, посветена на идола му Фил Лайнът.

## Дискография
Самостоятелна дискография
- A Place to Call Home (1995)
- Azalea Place (1997)
- Joey Tempest (2002)